# 킬마녹 FC

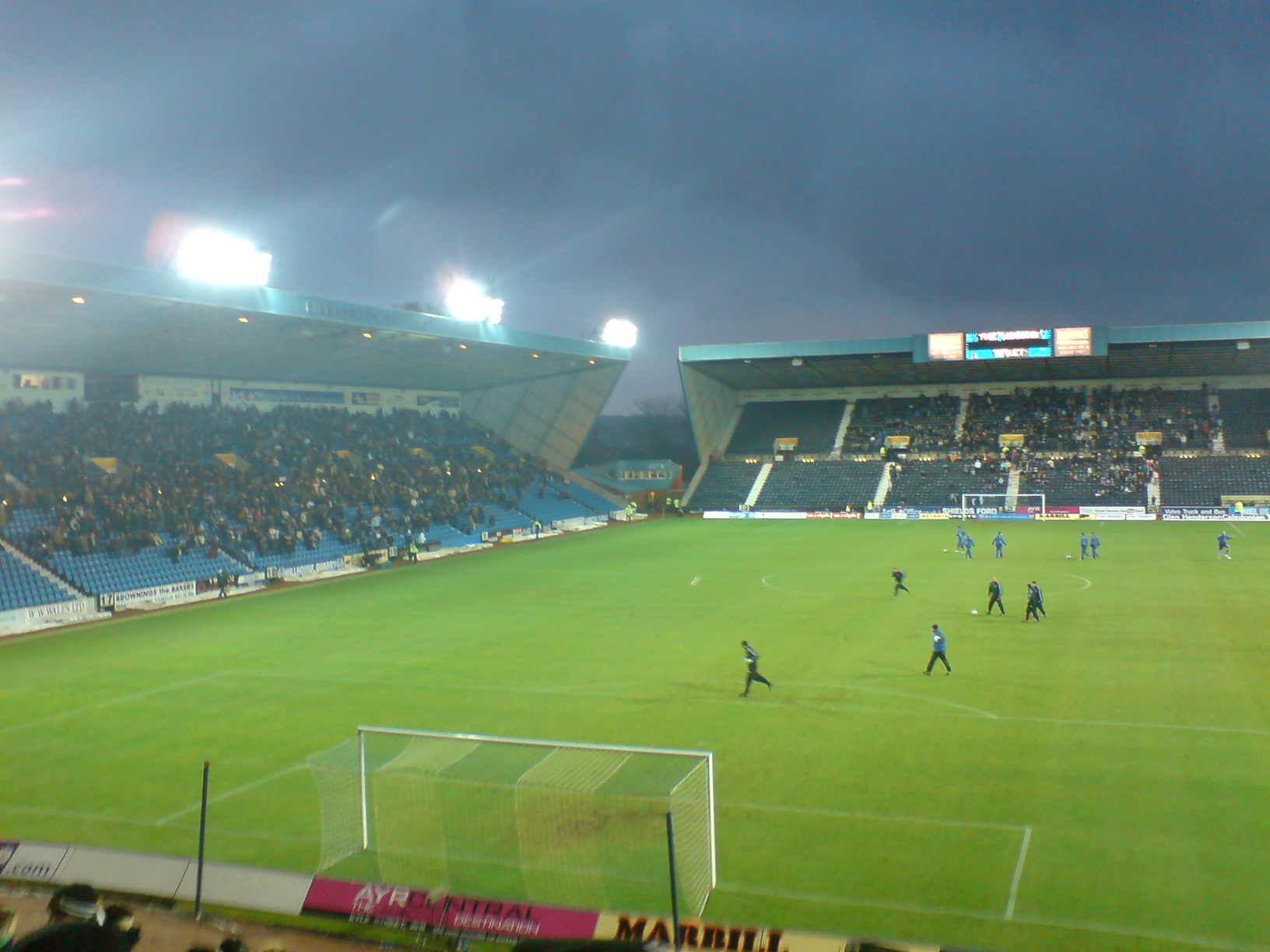

킬마녹 FC(Kilmarnock Football Club)는 스코틀랜드 킬마녹에 위치한 축구 클럽이다. 1869년에 창단되어 현재 스코티시 프리미어십에 참가하고 있는 클럽 중 가장 긴 역사를 자랑한다.

## 역대 성적
- 스코틀랜드 1부 리그, 스코틀랜드 리그 프리미어 디비전 (현 스코틀랜드 프리미어리그)

우승 (1): 1964–65
- 스코틀랜드 1부 리그, 스코틀랜드 리그 프리미어 디비전 준우승

우승 (4): 1959–60, 1960–61, 1962–63, 1963–64
- 스코틀랜드 컵

우승 (3): 1919–20, 1928–29, 1996–97
- 스코틀랜드 컵 준우승

우승 (5): 1897–98, 1931–32, 1937–.38, 1956–57, 1959–60
- 스코틀랜드 리그 컵 준우승

우승 (5): 1952–53, 1960–61, 1962–63, 2000–01, 2006–07
- 인터시티스 페어스컵 4강

우승 (1): 1966–67

## 선수 명단

### 현역
참고: FIFA 자격 규정에 따라 소속된 국가대표팀 국기를 표시합니다. 선수는 복수의 FIFA 비회원국 국적을 가지고 있을 수 있습니다.
| 번호 | 포지션 | 국적       | 이름            |
| ---- | ------ | ---------- | --------------- |
| 1    | GK     | 아일랜드   | 키에란 오하라   |
| 4    | DF     | 웨일스     | 조 라이트       |
| 8    | MF     | 북아일랜드 | 브래드 라이온스 |
| 9    | FW     | 북아일랜드 | 카일 바셀       |
| 10   | MF     | 북아일랜드 | 매슈 케네디     |
| 11   | MF     | 스코틀랜드 | 다니엘 암스트롱 |
| 12   | MF     | 스코틀랜드 | 데이비드 왓슨   |
| 22   | MF     | 북아일랜드 | 리암 도넬리     |
| 23   | FW     | 웨일스     | 말리 왓킨스     |

| 번호 | 포지션 | 국적 | 이름 |
| ---- | ------ | ---- | ---- |